# Риано
Риано (итал. Riano) — коммуна в Италии, располагается в регионе Лацио, подчиняется административному центру Рим.
Население составляет 7185 человек (на 2004 г.), плотность населения составляет 160 чел./км². Занимает площадь 25 км². Почтовый индекс — 060. Телефонный код — 06.
Покровителем коммуны почитается святой Георгий, празднование 23 апреля.